# 에드거 앨런 포의 죽음

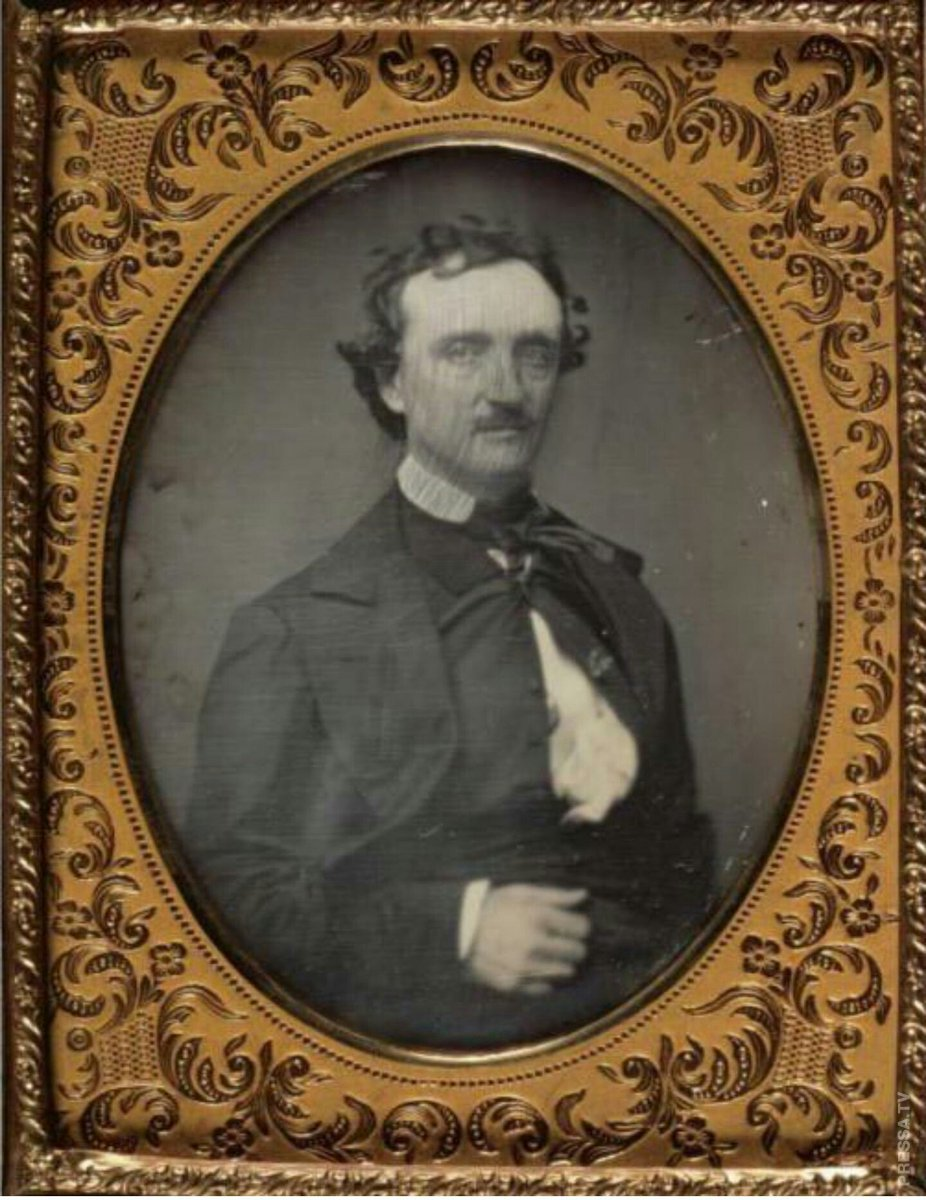
1849년 9월, 죽기 한 달 전에 찍은 사진.

에드거 앨런 포의 죽음(Death of Edgar Allan Poe)은 사건 발생한 1849년 10월 7일 이래로 지금까지 미스테리로 남아 있다. 어쩌다 그런 모습으로 발견되었는지 불확실하고, 사망원인도 주장이 엇갈린다. 1849년 10월 3일, 포는 볼티모어 길거리에서 의식이 혼미한 상태로 발견되었다. 포를 처음 발견한 조지프 W. 워커(Joseph W. Walker)의 증언에 따르면 포는 심각하게 고통스러워 하고 있었으며, 즉각적인 도움을 필요로 해 보였다. 포는 워싱턴 의대병원으로 실려갔고, 10월 7일 일요일 오전 5시 정각에 거기서 죽었다. 죽을 때까지 제정신을 회복하지 못했기 때문에 어쩌다가 그렇게 위독한 지경이 되었는지 설명하지 못했다.
포의 최후 며칠간의 행적에 관한 정보는 대부분 포의 주체의였던 존 조지프 모런 박사(Dr. John Joseph Moran)가 남긴 것인데, 그 신뢰성이 의문스럽다. 포는 웨스트민스터 홀 묘지 뒷켠에서 조촐하게 장례식을 치르고 매장되었다. 그러다 1875년 커다란 기념비와 함께 다른 곳으로 이장되었다. 포의 아내 버지니아, 숙모이자 장모인 마리아도 여기 같이 묻혔다. 포의 사인에 대해서는 자살, 모살, 콜레라, 광견병, 매독, 독감 등 여러 가지 설이 분분하다. 포가 쿠핑의 희생자였다는 설도 있다. 쿠핑이란 부정선거자에게 고용된 깡패들이 행려자를 붙잡아 술을 먹이는 등 인사불성으로 만들고 옷을 갈아입혀 가며 여기저기 끌고다니면서 억지로 투표를 시키는 짓으로서, 만일 끌려다니는 사람이 저항할 경우 구타를 당하거나 구타 끝에 맞아 죽는 수도 있었다. 포의 죽음에 술이 영향을 끼쳤느냐 여부도 논쟁적인 주제이다.
포가 죽은 뒤 루푸스 윌머트 그리즈월드는 "루드비히"라는 가명으로 포의 부고 기사를 썼다. 그리즈월드는 포의 유고관리자가 되었고 그의 출판사에서 최초의 포 전집이 출판되었다. 생전의 포에게 앙심이 있었던 그리즈월드는 포를 타락한 주정뱅이에 마약에 취한 광인이라고 비난하는 내용의 회상록을 써서 유고집에 수록했다. 이러한 이미지는 대부분 그리즈월드에 의해 조작된 것으로 밝혀졌다. 포의 지인들은 격분했으나, 포에 대한 이런 해석은 지속적인 영향을 미쳤다.

## 사건 정리
1849년 9월 27일, 포는 버지니아주 리치먼드에서 뉴욕 시의 집으로 돌아가기 위해 길을 나섰다. 그리고 10월 3일 볼티모어의 길거리 라이언네 선술집(Ryan's Tavern) 앞에서 섬망 상태로 발견될 때까지 1주일 동안 그의 행적을 알 수 있는 증거가 없다. 조지프 W. 워커(Joseph W. Walker)라는 인쇄공이 포를 처음 발견했고, 포의 지인 조지프 E. 스노드글라스 박사(Dr. Joseph E. Snodgrass)에게 도움을 요청하는 편지를 썼다.
| “ | 의사선생님, 한 신사분이, 아주 초췌한 몰골로, 여기 라이언네 4번 선거구에서 발견되었는데, 이름을 보니 에드거 A. 포라고 되어 있고, 끔찍한 고통을 겪고 있는 것처럼 보입니다. 그리고 그분이 선생님과 아는 사이라고 하시니 선생님께서 와주시리라 믿습니다. 이분은 지금 즉시 도움이, 박사님의 도움이 필요합니다. 서둘러 마치며, 조스. W. 워커 Dear Sir—There is a gentleman, rather the worse for wear, at Ryan's 4th ward polls, who goes under the cognomen of Edgar A. Poe, and who appears in great distress, & he says he is acquainted with you, and I assure you, he is in need of immediate assistance. Yours, in haste, Jos. W. Walker | ” |

스노드그라스는 뒤에 편지 내용에 포가 “짐승처럼 만취해 있었다”라고 적혀 있었다고 주장했지만, 편지 원본은 그렇지 않았다.
포를 본 스노드글라스의 느낌은 한마디로 “역겨웠다(repulsive)”. 헝클어진 머리카락, 씻지 않은 초췌한 얼굴, 그리고 그 두 눈은 “광택이 없고 공허했다(lusterless and vacant)” 포는 더러운 셔츠를 입고 있었지만 조끼는 입지 않았고, 윤이 나지 않는 구두를 신고 있었는데 구두가 발에 잘 맞지 않았다. 포의 주치의였던 존 조지프 모런 박사(Dr. John Joseph Moran)도 그날 포의 모습에 대해 상세한 기록을 남겼다. “얼룩투성이에 시든, 낡은 능직 외투, 비슷한 특징의 나팔바지, 뒷굼이 다 닳아빠진 낡은 구두 한 켤레, 그리고 낡은 맥고모자.” 포는 죽을 때까지 제정신을 회복하지 못했기 때문에 어쩌다가 그렇게 위독한 지경이 되었는지 설명하지 못했다. 발견되었을 당시 입고 있던 옷은 포 본인의 옷이 아니었을 것으로 생각된다, 포는 성격상 낡은 옷을 입지 않았다.
모런은 포를 브로드웨이와 파예트 가 교차점에 위치한 영리병원인 워싱턴 의대병원에서 포를 치료했다. 모런은 모든 면회객을 사절하고 포를 술에 취한 사람들이 들어가는 동의 격자창이 나 있는 감옥같은 방에 들여보냈다.
포는 죽기 전날 밤 '레이놀즈'(Reynolds)라는 이름을 반복해서 불렀는데 이 레이놀즈가 누구인지는 아직까지도 밝혀지지 않았으며, 《낸터킷의 아서 고든 핌의 이야기》를 쓸 때 격려를 해 준 신문 편집자이자 모험가 제레미아 N. 레이놀즈와 만났던 것을 회상한 것이라는 설과 라이언네 선술집에서 부정선거를 감시하던 헨리 R. 레이놀즈라는 설이 있는데, 포는 선거 날 헨리 레이놀즈와 만나기도 했다. '레이놀즈'가 아니라 '헤링'(Herring)이라고 중얼거렸으며 이는 볼티모어의 작가이자 그의 이모부인 헨리 헤링(Henry Herring)을 가리킨다는 설도 있다. 뒷날 모런은 레이놀즈에 대한 언급은 하지 않고 '헤링 여사'(Misses Herring)가 다녀갔다는 말을 남겼는데, 모런은 포가 잠깐 제정신을 차리면 그 사이 포를 격려해 주려고 노력했다고 주장했다. 모런이 포에게 곧 친구들과 놀 수 있게 될 것이라고 말했더니 포는 "그 친구들이 나한테 해줄 수 있는 최선의 일은 권총으로 머리통을 날려주는 거지."라고만 중얼거렸다고 한다.
포는 고통스러운 상태 속에서 "리치먼드에 내 아내가 있다"고 말했다. 정신이 혼미한 상태에서 버지니아가 아직 살아있다고 생각한 것이거나, 아니면 최근 청혼했던 사라 엘미라 로이스터를 가리킨 것일 수도 있다. 포는 자기 짐이 어디 가 버렸는지도 몰랐다. 나중에 알고 보니 포는 리치먼드의 스완 선술집에 짐가방을 두고 갔었다. 모런은 포가 죽기 직전에 한 마지막 말은 "주여, 제 불쌍한 영혼을 도우소서"(Lord help my poor soul)였다고 보고했다. 1849년 10월 7일 새벽 5시 정각, 향년 40세였다.

### 모런 박사의 신뢰성
포가 면회객을 받지 못했기 때문에, 모런은 이 위대한 작가의 마지막 며칠을 지켜본 유일한 사람이 되었다. 그러나 모런의 증언의 신뢰성은 여러 차례 의문시되어 왔으며, 아예 믿을 수 없다고 보는 축도 있다. 포가 죽고 나서 몇 년 동안 포의 죽음에 관해 모런이 쓰고 강의한 내용들에서 이야기가 하나같이 일관성이 없다는 점이 지적되는데, 예컨대 모런은 1875년과 1885년에 자신이 포의 숙모이자 장모인 마리아 클렘에게 즉시 연락을 넣었다고 주장했지만 그러나 모런이 마리아에게 편지를 쓴 것은 변사사건 이후 거의 한 달이 지난 11월 9일이었다. 또한 모런은 포가 최후에 할 말로 준비한 것처럼 상당히 시적인 말을 남겼다고 주장했다. "천국의 홍예(아치)가 나를 아울러, 신은 모든 지으신 인간들마다 있는 이마에 쓰인 바를 보고 판결을 내리사, 인간의 모습을 한 악귀들은, 공허한 절망의 펄펄 끓는 파도를 몰아치려 하네." 모런의 이야기는 《뉴욕 헤럴드》 지에 의해 기사화하면서 공인되었지만, 포의 전기작가인 윌리엄 비트너(William Bittner)는 "아무리 정신이 혼미해도, 그런 글을 쓰는 포는 상상조차 할 수 없다."며, 모런이 주장한 포가 남겼다는 말은 사실 문상객들을 진정시키기 위해 망자가 종교적으로 독실한 사람이었다고 포장을 해주는 관습에 따랐던 것일 뿐이라 본다.
모런의 이야기는 날짜도 맞지 않다. 한번은 포가 10월 3일 오전 5시 정각에 병원에 실려갔다고 했다가, 다른 때는 10월 6일 9시 정각이라고 했다가, 심지어는 10월 7일 오후 10시 정각이라고 한 적도 있다(포는 10월 7일 새벽에 사망). 매번 이야기할 때마다 모런은 병원기록이 증거라고 주장했다. 한 세기가 흐른 뒤 포의 사망원인을 정확히 하기 위해 관련 병원기록의 수색이 개시되었지만 아무런 소득도 없었다. 일부 비판자들은 모런의 오락가락하는 진술과 오류들은 기억상실과 낭만화에 대한 열망, 또는 치매에 의한 것이라고 본다. 모런이 마지막 증언을 써서 출판한 1885년 그의 나이는 65세였다.

## 사망 원인

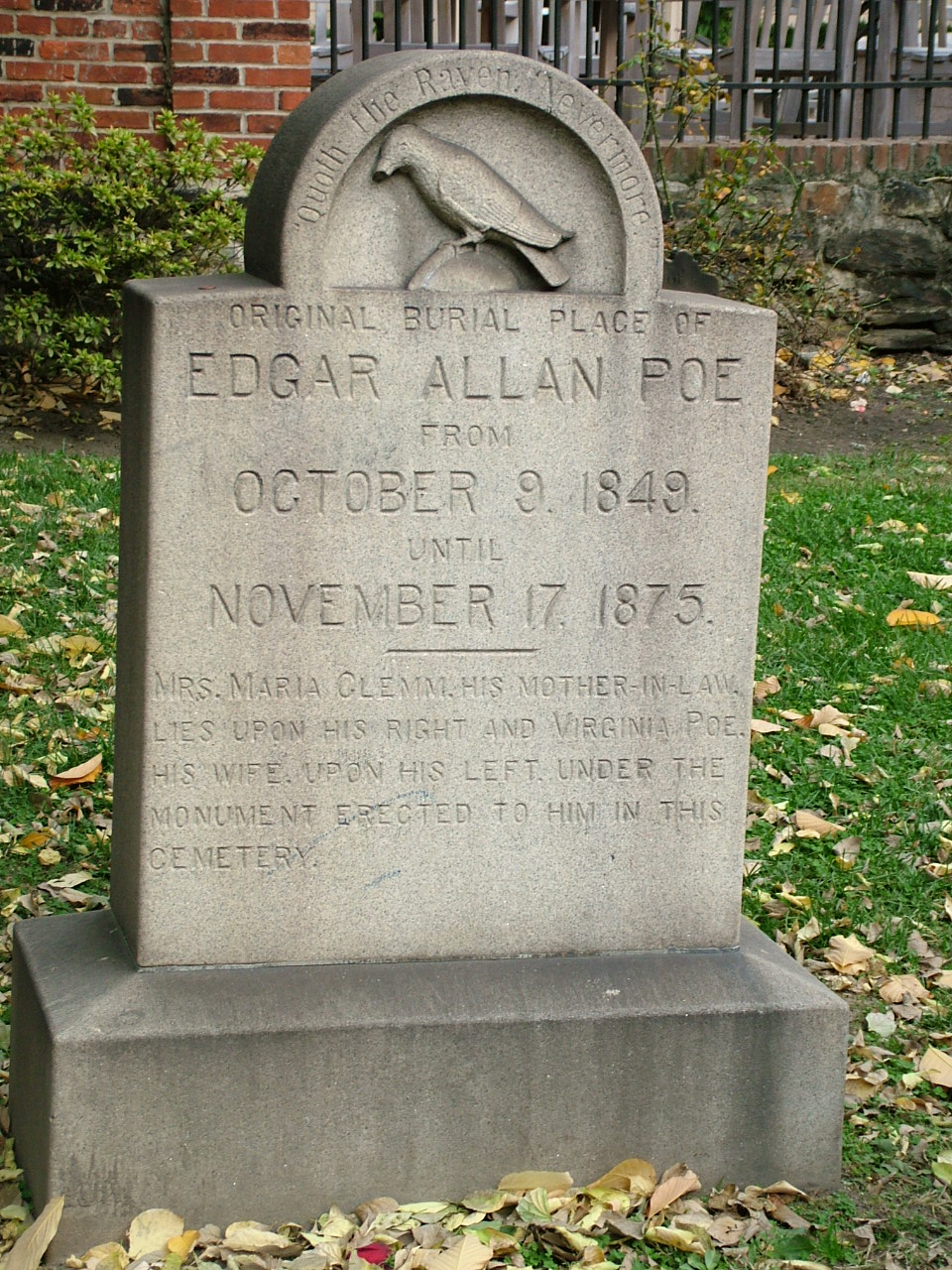
포는 본래 웨스트민스터 홀 묘지에 묘비 하나 없이 묻혀 있었다. 이 석비는 과거 그 매장지점을 표시한 것이다. 위도 39.28972; 경도 -76.62333).

포의 사망증명서를 비롯한 모든 의료기록 및 문서들은 사라졌다. 포의 정확한 사인이 무엇인지는 논쟁이 분분한 주제이며 제프리 마이어스의 저혈당증설부터 존 에반겔리스트 월시의 모살설까지 여러 설이 존재한다. 임상우울증으로 인한 자살이라는 설도 있다. 1848년 포는 당시 진정제 및 진통제로 쓰이던 아편 팅크를 과량복용하여 거의 죽을 뻔 했었다. 하지만 이것이 음독자살기도였는지 그저 복용량 착오의 결과였는지도 불확실할 뿐더러, 둘 중 어느 쪽이든 그것이 1년 뒤 포가 죽은 원인으로 이어지지는 않는다.
스노드그라스는 포가 알코올 중독으로 죽었다고 확신했고, 이 생각이 널리 퍼지는 데 공헌했다. 그는 금주 운동의 지지자였고 포를 여기에 써먹기 딱 좋은 표본으로 삼았다. 그러나 스노드그라스가 쓴 관련 기록들은 신뢰할 수 없는 것으로 판명났다. 모런은 1885년 포가 어떠한 약물에도 중독되어 있지 않았다면서 스노드글라스를 정면으로 반박했다. 모런은 포의 “숨결이나 몸에서 약간의 술냄새도 전혀 나지 않았다.”고 주장했다. 그럼에도 불구하고 일부 당대 신문들은 포의 죽음이 뇌출혈 또는 뇌염이라고 보도했는데, 이는 실제 질환이 그랬다기보다 알코올 중독사 같은 점잖지 못한 죽음을 에둘러 말하는 완곡어법이었다. 어떤 심리학자는 포가 알코올 의존증이었을 가능성을 제기했다.
하지만 포가 통제가 불가능한 주당이었다는 통설도 논쟁의 대상이다. 한때 포의 술친구였던 토머스 메인 레이드는 둘이 신나게 놀았는데 그때 포는 “우리가 부어라 마셔라 하는 사이 포는 순수한 미소만 띄우고 있을 뿐이었다 … 이 점을 포의 결점 중 하나로 삼을 수도 있겠지만, 나는 [포의 주벽이] 습관적인 것이 아니었다고 분명히 말할 수 있다”고 증언했다. 일부 사람들은 포가 술이 매우 약해서 와인 한 잔 만 마시면 취해버리는 사람이었다고 생각한다. 포는 힘든 고비가 있을 때만 술을 마셨고, 술 없이 몇 개월을 멀쩡히 생활한 적도 여러 차례였다. 그러나 포가 금주회에 등록을 해놓았다는 점은 포의 주벽에 관한 혼란을 또 가중시킨다. 포의 회원가입서를 발급해준 윌리엄 글렌(William Glenn)은 몇 년 뒤 금주회 사람들은 포가 리치먼드에서 금주 서약을 어길 이유가 없다고 생각했다고 썼다. 약물 오남용의 가능성은 틀린 것으로 판명났지만 여전히 인구에 회자되고 있다. 의사 토머스 던 잉글리시는 살아생전 포의 정적이었음에도 불구하고 포는 마약을 하지 않았다고 단언했다. 잉글리시의 증언은 이렇다. “내가 포를 알고 지냈을 때(1846년 이전) 포가 아편을 하는 버릇이 있었다면, 관찰자이면서 또 내과의사인 내가 그 집을 자주 드나들면서 또 다른 곳에서 만나면서 그 사실을 눈치채지 못했겠는가. 나는 전혀 그러한 [마약중독의] 징후를 발견하지 못했으며 이러한 주장은 근거없는 중상이라 생각한다.”
세월이 흐르면서 희귀한 뇌질환, 뇌종양, 당뇨, 효소결핍증, 매독, 뇌졸중, 진전섬망증, 간질, 뇌수막염 등 포의 사인으로 제시되는 가능성들은 점점 더 늘어났다. 1848년 5월 포를 검진한 존 W. 프랜시스(John W. Francis)라는 의사는 포에게 심장병이 있다고 생각했지만 포 본인은 이를 부인했다. 2006년 포의 머리카락으로 검사를 실시한 결과 납중독이나 수은중독을 비롯해 기타 중금속 중독의 가능성은 낮은 것으로 나타났다. 콜레라라는 설도 있다. 포는 1849년 초 콜레라가 창궐하던 필라델피아를 지나다녔고, 장모 마리아 클렘에게 편지를 쓴 도시에서 병이 들었다. 클렘은 포가 콜레라에 걸리거나 또는 발작경련을 일으킨 것 같다고 말했다.
포가 발견된 날이 선거날이었기 때문에, 포가 쿠핑의 희생자라는 설도 제기된다. 최소 1872년까지 거슬러 올라가는 유서깊은 가설이다. 쿠핑이란 사람을 잡아다 술을 먹이거나 약을 먹여서 인사불성으로 만들고, 옷을 갈아입혀가며 여기저기 투표소를 돌면서 특정 당의 후보에게 복수의 표를 찍게 하는 부정선거 행위였다. 쿠핑설은 오랫동안 정설로 받아들여져 왔지만, 볼티모어 유명인사였던 포를 데리고 그런 짓을 했다면 분명히 들켰을 것이라는 반론도 있다. 보다 최근에는 광견병설도 나왔다.

## 장례식
포의 장례식은 조촐했다. 1849년 10월 8일 월요일 오후 4시였다. 장례식에는 사람이 거의 없었다. 포의 이모부 헨리 헤링이 마호가니 관짝을 하나 사주었고 사촌 넬슨 포가 영구차를 제공했다. 모런의 아내가 수의를 만들었다. 상주는 포의 아내 버지니아의 사촌 레버런드 W. T. D. 클렘이었다. 또 스노드그라스 박사, 볼티모어의 변호사이자 버지니아 대학교 동창이었던 자케우스 콜린스 리, 포의 사촌 엘리자베스 헤링과 그 남편, 옛 스승 조지프 클라크 등이 모였다. 장례식은 춥고 눅눅한 날씨 속에서 달랑 3분동안 진행되었다. Reverend Clemm decided not to bother with a sermon because the crowd was too small. 교회지기 조지 W. 스펜스가 기록한 이날 날씨는 이랬다. “어둡고 우울한 날이었다. 비가 내리지는 않았지만 몹시 추웠고 금방이라도 비를 뿌릴 것 같았다." 포는 싸구려 관짝에 들어가 묻혔기에 관에 손잡이도, 명패도, 천으로 덧댄 안감도, 시신의 머리 부분에 괴어 줄 쿠션도 없었다.
2009년 10월 10일, 볼티모어에서 포의 두번째 장례식일 열렸다. 배우들이 포와 동시기를 살았던 여러 작가 및 예술가들로 분장해서 연기했다. 각 참여자들은 조의를 표하고 포의 작품에서 고른 추모사를 읽었다. 이 장례식에 포의 손궤 레플리카와 밀랍인형으로 만든 가짜 포 시체도 동원되었다.

## 매장과 재매장

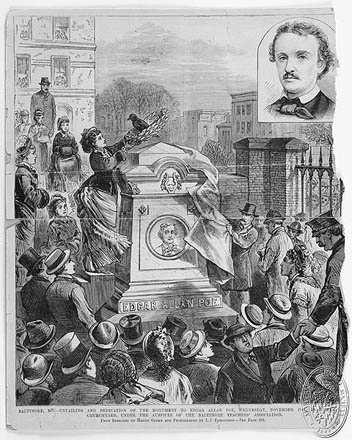
1875년 포는 이장되었고 새로 묘비도 세워졌다. 아내 버지니아와 장모 마리아 역시 같은 곳에 묻혔다.

포는 웨스트민스터 홀 묘지에 묻혔으며, 이 묘지는 오늘날 볼티모어 메릴랜드 법학대학의 일부가 되어 있다. 포는 심지어 죽고 나서도 논란과 미스테리를 남겼다.
포는 본래 할아버지 데이비드 포 시니어의 무덤 근처 묘지 뒤쪽 구석에 묘비 하나 없이 묻혀 있었다. 포의 사촌 넬슨 포가 이탈리아 백대리석으로 만든 묘비를 사서 지불까지 했는데, 열차가 탈선되어 채석장을 덮치는 사고가 일어나서 묘비는 받아보기도 전에 파괴되었다. 그래서 네모진 사암 덩어리 하나를 갖다가 "No. 80" 이라고 새기는 것으로 대신했다. 1873년, 남부 시인 폴 해밀턴 헤인이 포의 묘소를 방문하고 그 열악한 실태를 밝히며 제대로 된 기념물을 세우자는 내용을 신문기사로 투고했다. 볼티모어 공립학교 선생 사라 시구르니 라이스(Sara Sigourney Rice)가 포의 매장지에 관심을 가지고 개인적으로 모금을 하기 시작했다. 심지어 그녀는 가르치는 학생들에게 공연을 시키고 돈을 거두기도 했다. 볼티모어 뿐 아니라 미국 곳곳에서 모금이 이루어졌다. 마지막 모금은 필라델피아의 출판인이자 독지가 조지 윌리엄 차일스가 보낸 650 달러였다. 새로운 기념물은 건축가 조지 A. 프레더릭(George A. Frederick)이 설계해서 휴 시슨 대령(Colonel Hugh Sisson)이 만들었다. 또 애덜버트 볼크(Adalbert Volck)는 포 메달리온을 만들었다. 이 세 사람 모두 볼티모어 출신이었다. 총 모금액은 메달리온을 합쳐 1,500 달러보다 살짝 더 많았다(2014년 물가로 환산하면 31,600 달러).
포는 1875년 10월 1일 이장되었다. 새로운 매장지는 교회 바로 앞이었다. 11월 17일 새로운 무덤을 봉헌하면서 장례식이 치러졌다. 포가 예전에 묻혀 있던 자리는 오린 C. 페인터(Orin C. Painter)가 기부한 커다란 돌로 표시가 되어 있는데, 이 돌은 예전엔 엉뚱한 곳에 놓여 있기도 했다. 장례식 참석자로는 넬슨 포, 네이선 C. 브룩스, 존 스노드그라스, 존 힐 휴이트 등이 있었다. 넬슨 포는 자기 사촌을 더러 “내가 살면서 만난 가장 마음씨 고운 이”라고 회상했다. 여러 저명시인들에게도 초청장을 보냈지만 와준 사람은 월트 휘트먼 뿐이었다. 테니슨 남작은 시를 써서 보내 주었고, 장례식 때 낭독되었다.

| 한때 운명이 그를 거부하였고, 질투는 그를 중상했으며, 악의는 그를 곡해했으나, 이제 그 명예가 비로 섰구나. | Fate that once denied him, And envy that once decried him, And malice that belied him, Now cenotaph his fame. |  |

묘지의 묘비들은 과거 동쪽을 향해 있었는데, 1864년에 모두 서쪽을 바라보도록 돌려졌다. 이장 참여자들은 아마 이런 사실은 몰랐던 것 같다. 이장 참여자들은 포의 시신을 찾는 데 어려움을 겪었다. 처음 파낸 시신은 19세의 메릴랜드 민병대원 필리프 모셔 주니어Philip Mosher, Jr.)였다. 마침내 포의 위치를 제대로 짚어내고 관을 열었다. 목격자 중 하나는 “해골이 완벽한 상태였다—포의 두드러진 특징 중 하나였던 이마의 모양 때문에 쉽게 알아보았다”고 했다.
포의 아내 버지니아의 시신도 다소의 시간이 흐른 뒤 포의 새 무덤으로 이장했다. 1875년 버지니아가 매장된 묘지가 철거되게 생겼는데, 버지니아는 시신을 이장하라고 연락할 일가붙이가 없었다. 초기 포 연구자 윌릴엄 길(William Gill)이 그녀의 뼈를 모아 상자에 넣고 자기 침대 아래 숨겼다. 버지니아의 시신은 포의 76주기 탄생일이자 이장한 지 거의 10년이 되던 1885년 1월 19일 남편 옆에 눕게 되었다. 포가 처음 묻혔을 때 일한 교회지기 조지 W. 스펜스(George W. Spence)는 유골 발굴과 재매장에도 참여했고, 버지니아와 마리아 클렘 모녀의 시신을 이장할 때도 참여했다.

## 참고 자료
- Bandy, William T. (1987). "Dr. Moran and the Poe-Reynolds Myth", Myths and Reality: The Mysterious Mr. Poe. Baltimore: The Edgar Allan Poe Society of Baltimore.
- Krutch, Joseph Wood (1926). Edgar Allan Poe: A Study in Genius. New York: Alfred A. Knopf.
- Meyers, Jeffrey (1992). 《Edgar Allan Poe: His Life and Legacy》 Paperback판. New York City: Cooper Square Press. ISBN 0-8154-1038-7.
- Miller, John C. (December 1974). “The Exhumations and Reburials of Edgar and Virginia Poe and Mrs. Clemm”. 《Poe Studies》 VII (2).
- Moss, Sidney P (1969). 《Poe's Literary Battles: The Critic in the Context of His Milieu》 Paperback판. New York: Southern University Press. ISBN 0-8093-0351-5.
- Phillips, Mary E (1926). 《Edgar Allan Poe: The Man》. Chicago: The John C. Winston Company.
- Quinn, Arthur (1998). 《Edgar Allan Poe: A Critical Biography》 Paperback판. Baltimore: The Johns Hopkins University Press. ISBN 0-8018-5730-9.
- Silverman, Kenneth (1991). 《Edgar A. Poe: Mournful and Never-ending Remembrance》 Paperback판. New York: Harper Perennial. ISBN 0-06-092331-8.
- Sova, Dawn B. (2001). 《Edgar Allan Poe: A to Z》 Paperback판. New York: Checkmark Books. ISBN 0-8160-4161-X.
- Walsh, John Evangelist (2000). 《Midnight Dreary: The Mysterious Death of Edgar Allan Poe》 Paperback판. New York: St. Martin's Minotaur. ISBN 0-312-22732-9.